# Raymond Lacot
Eugène Raymond Lacot, né le 1er mars 1884 à Chassemy et mort le 26 février 1915 à Verdun,, est un coureur cycliste français.

## Biographie
D'origine picarde, Eugène Raymond Lacot commence la compétition cycliste en 1902. Il passe professionnel en 1907 et le reste au moins jusqu'en 1911. Ancien membre de l'équipe Alcyon-Dunlop, il se classe notamment deuxième d'une édition de Paris-Épernay, ou encore troisième de Paris-Calais en 1908. Il participe également à deux reprises au Tour de France, sans toutefois parvenir à terminer la course.
Lors de la Première Guerre mondiale, il sert pour la France comme soldat de deuxième classe. Il meurt en février 1915 à l’hôpital militaire de Verdun, après été blessé au combat par des éclats d’obus.

## Palmarès

### Par année
- 1903
  - 3e de Paris-Honfleur
- 1907
  - 2e de Paris-Épernay
- 1908
  - 3e du Grand Prix Sabine
- 1909
  - 3e de Paris-Calais
- 1911
  - 3e de Paris-Amboise

### Résultats sur le Tour de France
2 participations 
- 1908 : abandon (4e étape)
- 1909 : abandon (4e étape)